# 乳酸镉
乳酸镉（英语：Cadmium lactate）是一种有机化合物，是镉和乳酸的盐，化学式为Cd(C3H5O3)2。

## 合成
- 将碳酸镉溶解于乳酸。[2]

- 也可以混合石灰乳酸盐和硫酸镉的沸腾溶液。[3]

## 物理特性
乳酸镉形成无色（白色）晶体。此外，乳酸镉易溶于水，但不溶于乙醇。乳酸镉一种致癌物和毒物。